# Order Wolności (Ukraina)
Order Wolności (ukr. Oрден Свободи, Orden Swobody) – ukraińskie odznaczenie państwowe.
Order został ustanowiony w 2008. Mogą nim być nagrodzeni również obcokrajowcy lub osoby nieposiadające obywatelstwa.
Nadawany jest za zasługi w utwierdzeniu suwerenności oraz niepodległości Ukrainy, konsolidacji społeczeństwa ukraińskiego, rozwoju demokracji, socjalno-ekonomicznych i politycznych reform, przestrzeganiu konstytucyjnych praw i wolności człowieka i obywatela.

## Odznaczeni
28 czerwca 2025 roku Prezydent Ukrainy Wołodymyr Zełenski odznaczył Prezydenta Rzeczypospolitej Polskiej Andrzeja Dudę Orderem Wolności. Odznaczenie zostało przyznane za wybitne zasługi w umacnianiu ukraińsko-polskiej współpracy międzynarodowej oraz za wsparcie suwerenności państwowej i integralności terytorialnej Ukrainy. Decyzja ta została ogłoszona dekretem Prezydenta Ukrainy nr 439/2025